# بيل إلي
بيل إلي هو سياسي أسترالي، ولد في 7 يونيو 1869، وتوفي في 19 أبريل 1957. نشط حزبياً في حزب العمال الأسترالي. وقد انتخب عضو الجمعية التشريعية لنيو ساوث ويلز ‏.